# Slag bij Crampton's Gap

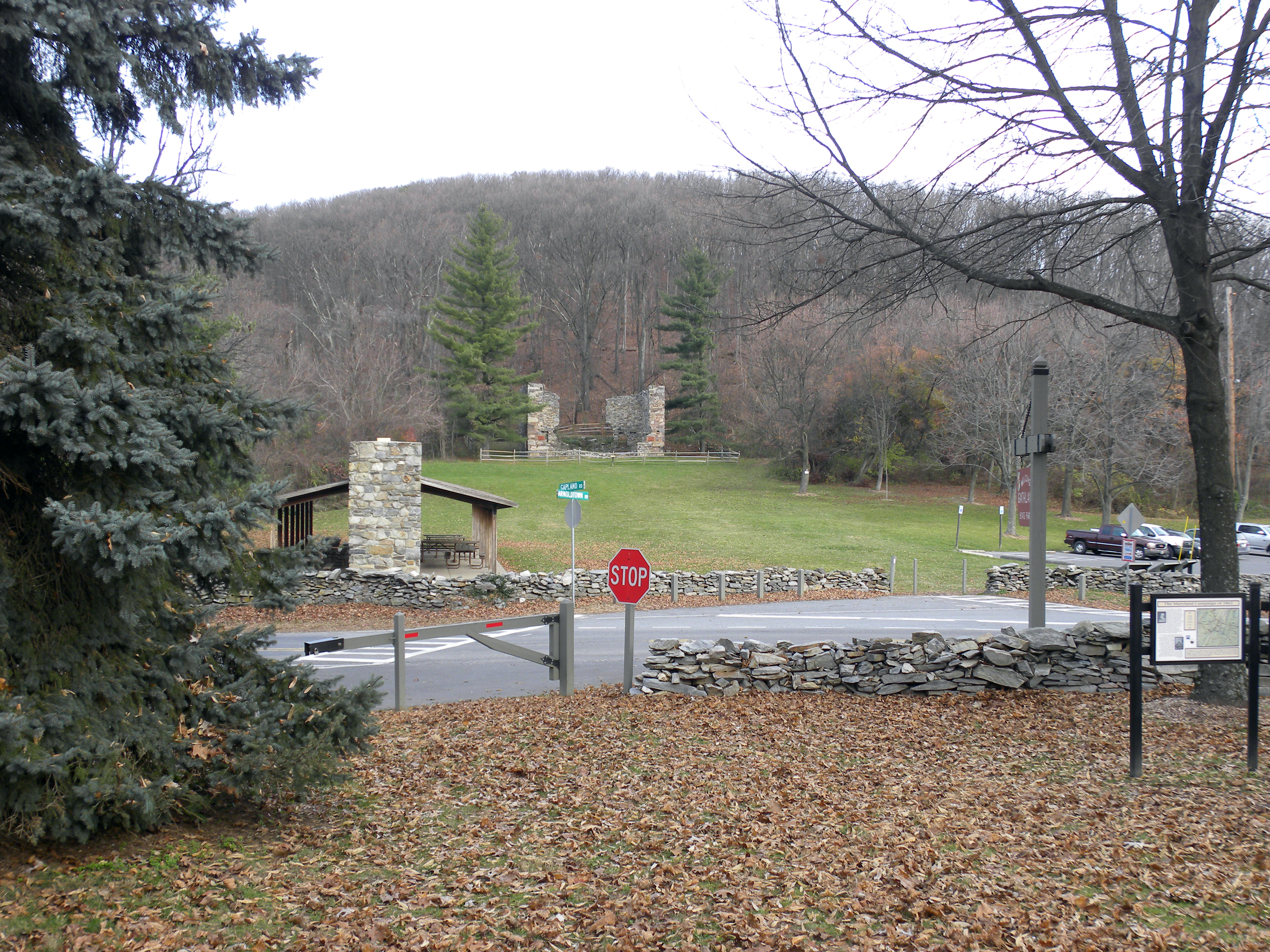
Crampton's Gap.

De Slag bij Crampton's Gap vond plaats op 14 september 1862 tijdens de Amerikaanse Burgeroorlog en maakt deel uit van de Slag bij South Mountain.
Het Noordelijke VI Corps onder leiding van William B. Franklin viel een kleine en haastig bij elkaar gebrachte Zuidelijke eenheid bij Crampton’s Gap aan die de achterhoede beschermde van generaal-majoor Lafayette McLaws eenheden. McLaws nam deel aan de Slag bij Harpers Ferry. Ondanks de sterke Noordelijke overmacht hielden de Zuidelijken de boot af. Ze leden zware verliezen. Tegen de avond slaagden de Noordelijken er evenwel in om de Zuidelijke stellingen te doorbreken en naar Pleasant Valley door te stoten. Franklin buitte deze overwinning niet uit en liet McLaws met rust.
Dit was een tactisch Noordelijke overwinning omdat de Zuidelijken verdreven werden uit de pas. Het was echter een strategische overwinning voor de Zuidelijken omdat de achterhoede van McLaws niet aangevallen werd.

## Achtergrond
Op 13 september ontving generaal-majoor George B. McClellan een kopie van Robert E. Lees Special Order No. 191 waarin gedetailleerde informatie stond over de Zuidelijke plannen. Hieruit leidde McClellan af dat Lee zijn leger had gesplitst om Harpers Ferry te veroveren.
Een deel van de aanvallers op Harpers Ferry bestond uit de eenheden van generaal-majoor Lafayette McLaws die de Maryland Heights had ingenomen en zich klaarmaakte om de stad te bombarderen. Om zijn achterhoede te beschermen had McLaws een kleine eenheid bij Brownsville Gap (dit was een kleinere pas op enkele kilometers van Crampton’s Gap) en Crampton’s Gap gestationeerd. Deze passen gaven toegang tot de oostelijke hellingen van Maryland Heights. De Zuidelijke eenheid bestond uit een artilleriebatterij, drie infanterieregimenten onder leiding van brigadegeneraal William Mahone, een brigade onder leiding van brigadegeneraal Howell Cobb en een klein cavaleriedetachement van kolonel Thomas T. Munford.
McClellan stuurde het VI Corps van general-majoor Franklin naar Burkittsville om van daar uit Crampton’s Gap en de achterhoede van McLaws aan te vallen.

## De slag
De kleine Zuidelijke legermacht benutte de terreingesteldheid. Munfords cavalerie stond opgesteld aan de oostelijke voet van de berg, de artillerie ergens halfweg op de helling en de infanterie had zich ingegraven bij de top. Vanuit dit punt zagen ze Franklins korps reeds van ver naderen.
Toen de Noordelijken Burkittsville rond de middag bereikten, opende de Zuidelijke artillerie het vuur. Onder vuur in Burkittsville verdeelde Franklin zijn eenheden in drie colonnes. Om 15.00u, na een vertraging van 3 uur, begon het VI Corps aan de aanval. De oorzaak van deze vertraging is nooit echt achterhaald. Het zou wel veel slachtoffers maken. De Noordelijke opmars was traag maar ordelijk en werd gesteund door hun artillerie. Hun overmacht was zeer snel te veel voor de Zuidelijke cavalerie en artillerie. De terugtrekkende Zuidelijken werden tegengehouden door Cobb op nabij de top. Toch zetten de Noordelijken hun opmars onverminderd verder. De Zuidelijken werden uit hun stellingen bij de top verjaagd naar een kwartier vechten.
Toen de Zuidelijke linie brak, vluchtten de soldaten in de richting van McLaws linies. Zij hadden het echter drie uren uitgehouden wat resulteerde in een vertraging voor het VI Corps. Het was na 18.00u en dus te laat om voor de Noordelijken de aanval te openen op McLaws bij Harpers Ferry. De volgende dag was Harpers Ferry verloren.

## Gevolgen
Het VI Corps had 115 gesneuvelden, 416 gewonden en 2 vermisten te betreuren. De Zuidelijken verloren 130 gesneuvelden en 759 gewonden.
Tactisch waren de Noordelijken erin geslaagd om de Zuidelijken te verdrijven van de pas. Dit was de eerste keer dat een deel van Lees leger verjaagd werd. Strategisch gezien was het echter een Zuidelijke overwinning. Ze hadden de Noordelijke opmars voldoende vertraagd om hun aanval op McLaws linies te stoppen. Hierdoor ging Harpers Ferry verloren voor de Noordelijken. Omdat Franklin de aanval niet inzette, kreeg Thomas Jacksons korps de tijd om zich aan te sluiten bij Lee in Sharpsburg. Daar zou de Lee zich verdedigen in de Slag bij Antietam.